# Pútnik Swato-Wojtešský
Pútnik Swato-Wojtešský egy szlovák nyelven megjelenő egyházi lap volt a Magyar Királyságban. Nagyszombatban a Szent Adalbert Egyesület (Spolok svätého Vojtecha) jelentette meg 1887 és 1900 között. Havonkénti periodicitással adták ki.